# Brug 168
Brug 168 is een vaste brug in Amsterdam-Oost.
De brug over een duiker ligt in de Kruislaan over de af/aanvoer van de ringsloot rondom de De Nieuwe Ooster. De Kruislaan loopt vervolgens, om een “botsing” met de Gooiseweg te voorkomen, mee met de ringloot in de noordwesthoek van die begraafplaats om dan over te gaan in de Rozenburglaan richting Duivendrecht, Diemen. De brug heeft de vorm van een duiker, maar deze duiker ligt toch relatief hoog boven het wateroppervlak. 
De Kruislaan (Cruysweg, Kruis Wech) is een van de oudste wegen in de Watergraafsmeer. Op de eerste kaarten van een drooggelegde Watergraafsmeer is een rechthoekige ringsloot (De Groote Tocht Sloot en De Dwars Tocht Sloot) te zien, die de Kruislaan tweemaal kruist. Aldaar is al een doorgaande weg over het water te zien. Op de plattegrond van 1770 wordt zelfs "brug" vermeld. Ook tekende Leonard Springer in 1891 een brug in op zijn ontwerptekening van De Nieuwe Ooster, die aangelegd werd in het zuidwestelijke kwadrant van de ringsloot. In 1921 werd de gemeente Watergraafsmeer opgeslokt door Amsterdam. De grote wijzigingen alhier vonden plaats in het midden van de 20e eeuw met de aanleg van de Gooiseweg. Rond 1957 werd de omgeving geheel nieuw ingericht en kwam er vermoedelijk ook een nieuwe brug. De Kruislaan hier werd toen één grote zandbak.  
In de 21e eeuw is de duiker zelf van beton, de landhoofden geven ook beton te zien, met als afwisseling horizontale stroken baksteen. Op de brug staan open metalen balustrades met een reling ter bescherming van doorvallen.  

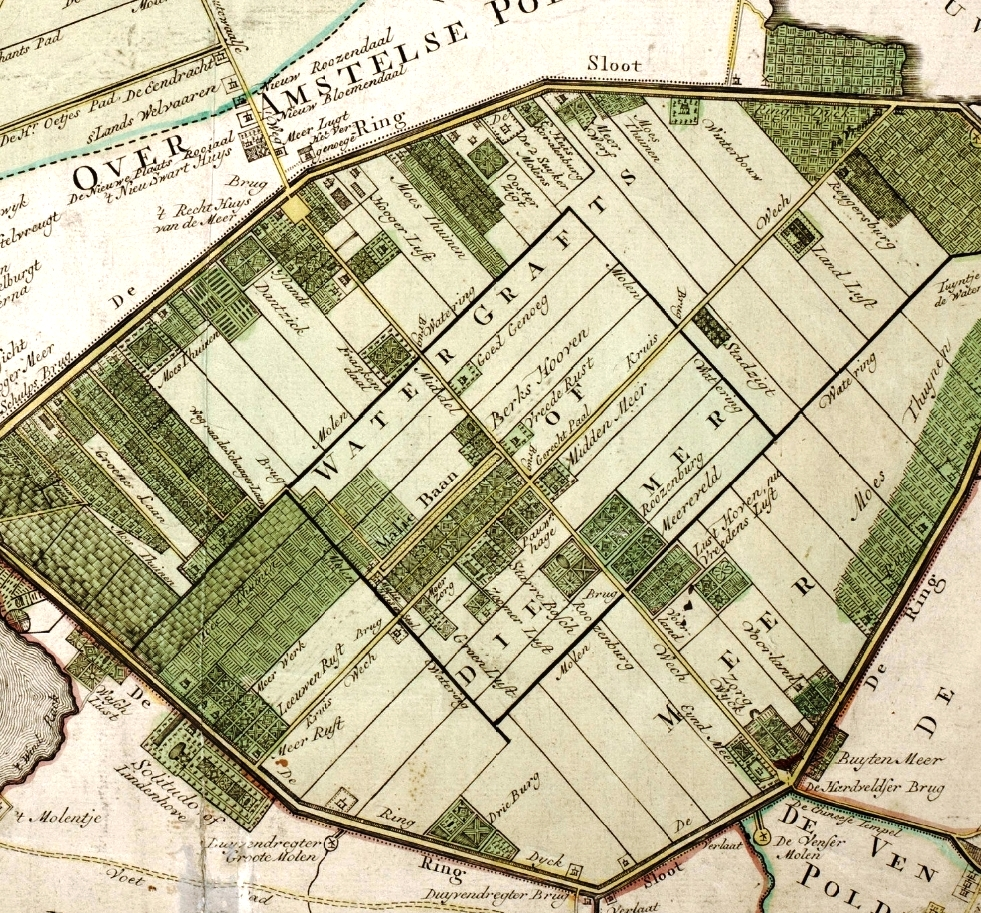
Kaart Watergraafsmeer 1770 met de vierkante ringsloot

.
<<< · 100 · 101 · 102 · 103 ·  105 · 106 · 107 · 108 · 109 ·  110 · 111 · 112 · 113 · 114 · 115 · 116 · 117 · 118 · 119 · 120 · 121 · 122 · 123 · 124 · 125 · 126 · 127 · 128 · 129 · 130 · 131 · 132 · 135 · 136 · 137 · 138 · 139 · 140 · 141 · 142 · 143 · 144 · 145 · 146 · 147 · 148 · 149 ·  150 · 151 · 152 · 155 · 156 · 159 · 160 · 161 · 162 · 163 · 164 · 165 · 166 · 167 · 168 · 169 ·  170 · 171 · 172 · 173 · 174 · 175 · 176 · 177 · 178 · 179 · 180 · 181 · 182 · 183 · 184 · 185 · 186 · 187 · 189 · 190 · 191 · 192 · 193 · 194 · 195 · 196 · 198 · 199 · >>>
Brugnummers 104, 133, 134, 153, 154, 157, 158, 188 en 197 zijn niet (meer) in gebruik.